# Sanjia, Guangdong
Sanjia (kinesiska: 三甲) är en köping i sydöstra Kina. Det ligger i Yangchun i staden Yangjiang i provinsen Guangdong, omkring 220 kilometer sydväst om provinshuvudstaden Guangzhou. Antalet invånare är 42 791. Befolkningen består av 20 580 kvinnor och 22 211 män. Barn under 15 år utgör 24,0 %, vuxna 15-64 år 61 %, och äldre över 65 år 14,0 %.